# Giorgio Rossi (calciatore)
Giorgio Rossi (Fiume, 12 giugno 1907 – ...) è stato un calciatore italiano, di ruolo attaccante.

## Carriera
Cresciuto nel Venezia, con cui debutta in Serie B nella stagione 1929-1930, passa l'anno successivo al Bari dove disputa il campionato di Serie B 1930-1931, e nella stagione 1931-1932 gioca ancora in serie cadetta con il Padova.
Successivamente milita nel Ravenna fino al 1934, prima di tornare al Padova dove gioca per un'altra stagione in Serie B. Con i veneti conta complessivamente 50 presenze e 19 gol tra i cadetti.
Nel 1935-1936 gioca 10 partite in Serie B con la maglia dell'Atalanta, prima di passare alla Ponziana ed al Mestre.